# HUBzero
HUBzero یک پلت فرم نرم افزار منبع باز برای ساخت وب سایت هایی است که از فعالیت های علمی پشتیبانی می کنند.  این پلت فرم به افراد اجازه می دهد تا وب سایت هایی ایجاد کنند که یک جامعه را در تحقیقات علمی و فعالیت های آموزشی به هم متصل می کند. HUBzero تحت مجوزهای متن باز مختلف منتشر شده است. 

## تاریخ
HUBzero توسط محققان دانشگاه پوردو در ارتباط با شبکه فناوری نانو محاسباتی تحت حمایت NSF ایجاد شد. این بر اساس پروژه هاب محاسباتی شبکه دانشگاه پردو (PUNCH) است که در دهه 1990 تحت رهبری مارک لاندستروم، یوزف فورتس و نیراو کاپادیا آغاز شده بود. 
سایت‌های HUBzero مفاهیم Web 2.0 را با میان‌افزار ترکیب می‌کنند که دسترسی به ابزارهای شبیه‌سازی تعاملی از جمله دسترسی به TeraGrid،  Open Science Grid و دیگر منابع محاسبات شبکه ملی را فراهم می‌کند. این نرم افزار بعداً توسط یک کنسرسیوم پشتیبانی شد و برای برخی پروژه های دیگر مورد استفاده قرار گرفت.  

## خدمات
HUBzero تصاویر ماشین های مجازی از پیش پیکربندی شده رایگان را ارائه می دهد که حاوی نسخه کامل پلت فرم HUBzero است.  نمونه HUBzero Essential نیز از طریق خدمات وب آمازون در دسترس است.  HUBzero همچنین دو سرویس پولی را ارائه می دهد، بنیاد HUBzero  و یک سرویس میزبانی بدون دردسر. 

## فن آوری
این وب سایت از نرم افزار منبع باز ساخته شده است: سیستم عامل لینوکس ، وب سرور آپاچی ، پایگاه داده MySQL ، سیستم مدیریت محتوای جوملا ، و زبان برنامه نویسی وب PHP . نرم افزار HUBzero به افراد امکان دسترسی به ابزارهای شبیه سازی و به اشتراک گذاری اطلاعات را می دهد. سایت هایی که از زیرساخت هاب استفاده می کنند با ماژول های زیر استاندارد شده اند:
- ویژگی های داخلی پشتیبانی کاربر
- آمار در مورد کاربران و الگوهای استفاده
- ادغام با Google Drive، GitHub و Dropbox
- ابزارهای شبیه سازی تعاملی، میزبانی شده در خوشه هاب و تحویل به مرورگرهای وب
- منطقه توسعه ابزار شبیه سازی، از جمله کنترل کد منبع و ردیابی اشکال
- فضایی برای تیم ها برای همکاری و ایجاد جوامع از طریق گروه ها و پروژه ها
- سمینارهای ویدیویی و ارائه‌های متحرک مرتبط با ویژگی دوره آنلاین
- مکانیزم برای آپلود و به اشتراک گذاری منابع

## همچنین ببینید
- PHPEclipse

## لینک های خارجی
- طراحی وب سایت ریسپانسیو
- API دسته بندی وب سایت